# Cumbre de Al Qaeda
La Cumbre de Al Qaeda fue celebrada el 5 de enero de 2000 entre varios miembros de alto nivel de Al Qaeda, el evento tuvo lugar en Kuala Lumpur, capital de Malasia.

## Desarrollo

### Reunión
La reunión, que duró tres días, se llevó a cabo en la habitación de hotel de Yazid Sufaat, excapitán del ejército de Malasia y empresario, en un hotel de Kuala Lumpur. Al parecer, el propósito de la cumbre era planificar futuros ataques, que incluyeron el atentado con bomba en octubre de 2000 del USS Cole de 2000 en las costas de Yemen y el complot para los ataques del 11 de septiembre de 2001 en Estados Unidos. La asistencia estuvo compuesta por veteranos árabes de la guerra afgano-soviética, incluidos Hambali, Ramzi Binalshibh, Nawaf al-Hazmi, Khalid al-Mihdhar y Tawfiq bin Attash.

### Posición estadounidense
Antes de la reunión, Estados Unidos interceptó una llamada telefónica a Yemen de Khalid al-Mihdhar sobre los arreglos para el viaje. Osama bin Laden había llamado a ese número decenas de veces. A pedido de la CIA, las autoridades malasias grabaron en video la reunión, pero no se realizaron grabaciones de sonido. Los hombres también fueron fotografiados cuando salieron de la reunión. Los investigadores estadounidenses no identificaron a estos hombres hasta mucho después. Los investigadores descubrieron que Ramzi Binalshibh asistió a la reunión al examinar los registros de su tarjeta de crédito. Sufaat fue arrestado más tarde, pero negó conocer a ninguno de los hombres y dijo que Hambali había organizado la reunión.